# MNL48
MNL48 (đọc là M.N.L.Forty-eight) là nhóm nhạc nữ thần tượng Philippines đầu tiên và là nhóm nhạc chị em quốc tế thứ 3 của AKB48, sau JKT48 của Indonesia và BNK48 của Thái Lan. Nhóm được đặt theo tên thủ đô Manila của Philippines. MNL48 là nhóm nhạc chị em duy nhất ra mắt với 48 thành viên. MNL48 cũng là nhóm nhạc thần tượng đầu tiên của Philippines. Màu xanh biển là màu đại diện cho nhóm.
Nhóm hoạt động theo mô hình Idol you can meet (thần tượng bạn có thể gặp mặt). Khái niệm này bao gồm các buổi concert tại các sự kiện trước công chúng và sự kiện bắt tay (Handshake Event), nơi người hâm mộ có thể gặp các thành viên trong nhóm, giống các nhóm nhạc chị em khác của AKB48.

## Lịch sử

### 2016–2018: Ra đời
Vào ngày 26 tháng 3 năm 2016, Vernalossom (công ty quản lý của AKB48) công bố thành lập 3 nhóm chị em MNL48, BNK48 và TPE48.
Vào ngày 13 tháng 10 năm 2017, HHE đã công bố ngày đăng ký và lịch trình cho buổi thử giọng cho thế hệ đầu tiên. Vào ngày 10 tháng 11, HHE đã tổ chức buổi thử giọng đầu tiên cho MNL48.
Vào đầu năm 2018, một phân đoạn đã được Anne Curtis, Billy Crawford và Karylle tổ chức trên It's Showtime, xác định các thành viên thuộc thế hệ đầu tiên. Các buổi thử giọng tiến hành trên toàn quốc cho ứng viên từ 15–20 tuổi.
Hàng nghìn ứng viên đã tham gia buổi thử giọng, nhưng chỉ 200 người tiến đến vòng thử thách kéo dài 13 tuần để ban tổ chức kiểm tra khả năng ca hát và vũ đạo. Từ Top 200 được giảm xuống Top 75  cho việc bỏ phiếu công khai. Từ Top 75, sẽ chỉ có 48 ứng viên trở thành thành viên chính thức. Từ Top 48, sẽ có một hệ thống xếp hạng theo concept Senbatsu Sousenkyo của AKB48. Top 33-48 sẽ là Next Girls, Top 17-32 sẽ là Under Girls & Top 16 sẽ là thành viên Senbatsu. Từ Top 16, 7 ứng viên sẽ chắc suất Kami 7- nơi họ sẽ trở thành đại diện tham gia các buổi concert với AKB48 cùng các nhóm chị em trên toàn thế giới. Và từ nhóm Kami 7, người chiến thắng (với tư cách là Center Girl) của cuộc tổng tuyển cử sẽ là gương mặt đại diện cho MNL48 trên toàn thế giới.

### 2018: Thế hệ đầu tiên,Aitakatta – Gustong Makita và Pag-ibig Fortune Cookie
Vào ngày 22 tháng 4, sự kiện Meet Your Oshimen đã thu hút 300 người hâm mộ may mắn gặp gỡ và chào đón nhóm. Sự kiện bắt tay được tổ chức tại TriNoma lúc 17:00 tại 4th Floor Garden. Sáu ngày sau sự kiện, cuộc tổng tuyển cử đầu tiên diễn ra tại Studio 4 và Center Road thuộc đài ABS-CBN. Trước cuộc tổng tuyển cử vào ngày 28 tháng 4, Kris cùng với 2 ứng cử viên khác là Aria và Eunice, đã tuyên bố rời nhóm và sẽ từ bỏ tư cách ứng viên cho cuộc tổng tuyển cử tới. Vài ngày sau, 8 thực tập sinh Reiko, Reina, Nix, Ann, Celine, Arol, Kana và Ikee cũng rời nhóm. Thực tập sinh mới Cole được tuyển vào làm thành viên thay thế.
Vào ngày 3 tháng 6, sự kiện fan-meeting của MNL48 được tổ chức tại Eton Centris Elements. Nhóm biểu diễn phiên bản tiếng Tagalog của Aitakatta, Heavy Rotation, Skirt Hirari và Sakura no Hanabiratachi. Vào ngày 8 tháng 6, các thành viên Trixie, Zen, Van và Mae tuyên bố rời nhóm, đổi lại các Thực tập sinh (kenkyuusei) Rans, Nina và Andi được thăng chức làm thành viên Team MII. Thực tập sinh Coleen sau đó được thăng chức lên Team NIV. Về thứ hạng, Ella và Ash được vào  Kami 7, trong khi Alyssa và Erica tham gia Senbatsu. Vào ngày 9 tháng 7, Nina và Vern thông báo rời MNL48, Cassey thế chỗ Nina trong Team MII.
Vào ngày 17 tháng 8, nhóm ra MV cho đĩa đơn đầu tay Aittakata - Gustong Makita. Trong khi Đĩa mở rộng đầu tay Aitakatta được phát hành vào ngày 14 tháng 9, đĩa đơn được phát hành vào ngày 28 tháng 9. Vào ngày 26 tháng 10, MNL48 đã ra MV thứ hai Talulot ng Sakura. Vào ngày 7 tháng 11, thực tập sinh Sheccaniah Faith Baler đã lên kế hoạch rời nhóm. Vào ngày 25 tháng 11, nhóm ra MV cho đĩa đơn thứ hai Pag-ibig Fortune Cookie, cùng ngày họ biểu diễn trong một Sự kiện bắt tay khác được tổ chức tại Movie Stars Cafe. Vào ngày 12 tháng 12, thực tập sinh Edralyn Tocop rời nhóm, khiến số lượng thực tập sinh còn 9 người.
Vào ngày 11 tháng 12, AKS thông báo nhóm sẽ tham gia sự kiện AKB48 Group Asia Festival 2019 vào ngày 27 tháng 1 năm 2019 tại Impact Arena, Muang Thong Thani, Bangkok, Thái Lan sau cuộc Tổng tuyển cử Senbatsu lần thứ 6 của BNK48. MNL48 sẽ biểu diễn cùng các nhóm chị em AKB48, JKT48, BNK48 (chủ nhà), AKB48 Team SH, AKB48 Team TP và SGO48.
Vào ngày 14 tháng 12, MNL48 có buổi mini-show đầu tiên tại Movie Stars Cafe, Centris Station, Quezon Ave vào ngày 23 tháng 12. Cùng ngày, MNL48 ra mắt MV bài hát Amazing Grace với sự góp mặt của Sheki, Belle, Brei, Rans, Faith và Aly, đĩa đơn phát hành kỹ thuật số vào ngày 24 tháng 12

### 2019: Thế hệ thứ 2,365 Araw ng Eroplanong Papel, Ikaw ang Melody, High Tension & Kapamilya Management
Vào ngày 26 tháng 1, nhóm tham gia sự kiện AKB48 Group Asia Festival 2019 vào ngày 27 tháng 1 năm 2019 tại Impact Arena, Muang Thong Thani, Bangkok, Thái Lan sau cuộc Tổng tuyển cử cho single thứ 6 của BNK48. MNL48 biểu diễn cùng các nhóm chị em AKB48, JKT48, BNK48 (chủ nhà), AKB48 Team SH, AKB48 Team TP và SGO48. Các thành viên Abby, Brei, Coleen, Faith, Gabb, Jem, Mari, Rans, Sela và Sheki dự sự kiện.
Vào ngày 10/2, nhóm ra mắt MV cho ca khúc Palusot Ko'y Maybe từ đĩa đơn Pag-ibig Fortune Cookie, là phiên bản tiếng Tagalog cho Iiwake Maybe của AKB48, được thực hiện bởi Team NIV và Coleen được chọn làm Center.
Ngày 22/2, MNL48 tiến hành casting thế hệ thứ 2 cho cuộc Tổng tuyển cử sắp tới. Vào ngày 1 tháng 3, nhóm phát hành đĩa đơn thứ 3, 365 Araw ng Eroplanong Papel. Vào ngày 25 tháng 3, thành viên từ Thế hệ thứ 2 đã được tuyển chọn. Vào ngày 6 tháng 4, nhóm tổ chức buổi concert tại Nhà hát New Frontier (trước đây là Kia Theater) gần Araneta Coliseum

#### Tổng tuyển cử lần thứ 2
Vào ngày 27 tháng 4, nhóm kỷ niệm 1 năm hoạt động cùng cuộc Tổng tuyển cử lần thứ 2, nơi cả 77 thành viên của 2 thế hệ cạnh tranh cho 48 vị trí. Trong sự kiện trên, những thành viên không lọt vào Top 48 sẽ ngay lập tức bị loại khỏi nhóm. 16 thành viên Thế hệ thứ nhất (bao gồm Cassandra Mae Pestillos, Ella Mae Amat, Eunys Abad, Guinevere Muse, Hazel Joy Marzonia, Jessel Montaos, Khyan Jewel Cacapit, Madelaine Epilogo, Necca Adelan, Princess Erica Sanico, Princess Rius Briquillo, Sharei Engbino, Edelvira Bandong, Jamela Magbanlac, Polaris Yna Salazar, Ruth Carla Dela Paz) và 13 thành viên Thế hệ thứ hai (bao gồm Abbigail Shaine Reyes, Alexie Iris Dimaayo, Alyssandra Corteza, Anne Nicole Casitas, Christina Samantha Tagana, Chrisylle Joy Mondejar, Francese Therese Pinlac, Missy Ainza, Naomi Roniele De Guzman, Je-ann Benette Guinto, Karla Jane Tolentino, Shay Anne Enciso, Trisha Labrador) đã bị loại cùng với 12 thực tập sinh còn lại (5 từ thế hệ thứ nhất & 7 từ thế hệ thứ hai) để thay thế 12 thành viên thuộc thế hệ đầu đã thăng hạng có thứ hạng cao hơn trong sự kiện nói trên.
Jhona Alyannah Padillo của Team NIV được chọn là người kế nhiệm Shekinah Arzaga với tư cách là Center Girl của nhóm. Vào ngày 1 tháng 5, MNL48 tổ chức sự kiện tốt nghiệp hàng năm cho 29 thành viên được xếp hạng cao hơn trong cuộc Tổng tuyển cử lần thứ hai (bao gồm 12 thành viên thế hệ đầu tiên, 4 thực tập sinh thế hệ đầu tiên và 13 thực tập sinh thế hệ thứ hai) tại Movie Stars Cafe ở Quezon
Để đủ 12 vị trí còn trống từ Top 48, 6 thực tập sinh được thăng cấp lên Team MII, 3 người lên Team NIV và 3 người lên Team L. Cole, Yzabel, Emz, Jamie, Klaire & Laney được thăng chức lên Team MII, Dani, Rowee và Miho được thăng lên Team NIV và Amy, Yssa & Ice được thăng lên Team L.
Quincy Josiah Santillan từ chức với tư cách là thành viên của Team L vào ngày 23 tháng 5 và được thay thế bởi Ella Mae Amat, thành viên của Thế hệ đầu và Sayaka Awane của Team MII tuyên bố tốt nghiệp vào ngày 3 tháng 6 và thay thế bởi Princess Rius Briquillo, một thành viên của Thế hệ đầu trở lại nhóm.

#### Ikaw Ang Melody
Vào ngày 29 tháng 7, nhóm ra mắt bài hát Ikaw ang Melody -phiên bản nội địa cho bài Kimi Wa Melody của AKB48
Vào ngày 24 tháng 8, nhóm biểu diễn tại sự kiện AKB48 Group Asia Festival 2019 in Shanghai tại Trung tâm Hội nghị Quốc gia ở Thượng Hải, Trung Quốc cùng chủ nhà AKB48 Team SH và các nhóm chị em thuộc AKB48. Rans, Sheki, Abby, Brei, Belle, Coleen, Kay, Sela là 8 thành viên nhóm dự sự kiện
Ashley Cloud Garcia (Ash) từ Team L tuyên bố tốt nghiệp vào ngày 4 tháng 9 và được thay thế bởi thực tập sinh Frances Therese Pinlac (Frances).
Nhóm ký hợp đồng độc quyền với đài ABS-CBN vào ngày 4 tháng 10 năm 2019 cùng nhóm nhạc nữ Momoland.

#### High Tension
Vào ngày 19 tháng 10, MNL48 thông báo đĩa đơn thứ 5 sẽ là High Tension và Gabb (Gabrielle Ruedas Skribikin) của Team L sẽ là center.
Vào ngày 5 tháng 11, Princess Labay (Cess) từ Team MII rời nhóm do vi phạm nội quy, sau đó được thay thế bởi Guinevere Muse (Gia).
Vào ngày 31 tháng 12, Abelaine Saunar Trinidad (Abby) tham gia AKB48 World Senbatsu cùng với các nhóm chị em khác ở nước ngoài và biểu diễn Koisuru Fortune Cookie. Cô là người Philippines thứ 3 biểu diễn trong chương trình Kouhaku Uta Gassen lần thứ 70 của đài NHK sau nhóm nhạc Smokey Mountain và ca sĩ Gary Valenciano.

### 2020: Thế hệ thứ 3,High TensionvàRiver
Vào ngày 24/1, nhóm quyết định chấm dứt hợp tác với Daniella Mae Palmero (Dani) từ Team NIV do vi phạm nội quy của nhóm  và được thay thế bởi thực tập sinh Karla Dela Paz.
Vào ngày 25 tháng 1, MNL48 công bố lịch trình buổi thử giọng cho thế hệ thứ ba của nhóm để xác định ai sẽ thăng cấp vào Nhóm đào tạo và phát triển (Training and Development Team) với tư cách là ứng viên cho thế hệ thứ 3. Thể thức của Tổng tuyển cử lần thứ 3 sẽ được áp dụng giống như các cuộc Tổng tuyển cử của AKB48 và hệ thống Thăng-giáng chức của JKT48. Đối với những thành viên lọt vào Top 48, họ sẽ được thăng cấp lên Team MII, NIV & L, trong khi số còn lại sẽ bị giáng xuống Nhóm Đào tạo và Phát triển. Khác với Tổng tuyển cử lần thứ 2, việc buộc phải rời nhóm (tốt nghiệp) sẽ không áp dụng.
Vào ngày 26 tháng 1, Faith (Faith Shanrae Santiago) của Team MII có buổi biểu diễn tốt nghiệp tại Movie Stars Cafe, sau đó được thay thế bởi thực tập sinh Christina Samantha Tagana (Sam)
Vào ngày 19 tháng 2, MV chính thức của High Tension được công chiếu trên kênh YouTube của nhóm. Nhóm công bố 17 thành viên thế hệ thứ 3 vào ngày 15/3
Để đồng hành cùng cuộc chiến chống COVID-19, 3 thành viên Abby, Coleen, Sheki cùng các nhóm nhạc chị em thuộc AKB48 Group và các nghệ sĩ nổi tiếng châu Á khác tham gia chương trình One Love Asia, do YouTube và WebTVAsia tổ chức, được UNICEF hỗ trợ vào ngày 27 tháng 5

#### River
Vào ngày 16 tháng 2, nhóm đã tổ chức Valentine Mini Concert tại Movie Stars Cafe. Tại buổi Concert, nhóm thông báo đĩa đơn thứ 6 sẽ là River. Gabb và Abby sẽ là WCenter (Center kép) đầu tiên trong 1 đĩa đơn của MNL48.
Vào ngày 10 tháng 6, tại buổi livestream MNL48 Kumu, nhóm trưởng Alice thông báo sẽ tham gia vào đội hình Senbatsu cho bài River thay thế cho Rans.
Vào ngày 11 tháng 11, MNL48 phát hành teaser cho đĩa đơn River. Do thảm họa bão liên tục đổ bộ vào Philippines, HHE thông báo MV sẽ bị hoãn ngày ra mắt. Vào ngày 27 tháng 11, MNL48 công chiếu MV chính thức River. Các bài hát Sampung Taon ng Sakura và Labrador Retriever phát hành trên iTunes, Apple Music sau đó.

#### Tổng tuyển cử lần thứ 3
Vào ngày 12 tháng 3, Team NIV của MNL48 đã biểu diễn bài hát 1! 2! 3! 4! Yoroshiku tại chương trình It's Showtime trong điều kiện không có khán giả, và họ đã thông báo Tổng tuyển cử lần thứ 3 sẽ được phát sóng tại chương trình trên vào ngày 25 tháng 4. Do đại dịch COVID-19 ở Philippines, việc bỏ phiếu đã được kéo dài đến 31 tháng 10.  Vào 15 tháng 3, các ứng viên đã được công bố, bao gồm 62 ứng viên (44 từ thế hệ thứ nhất và thứ hai, 2 thực tập sinh và 16 từ thế hệ thứ ba). Các ứng viên hợp lệ Rans, Yssa, Lei và Rowee sẽ không tham gia vì lý do cá nhân. Vào ngày 24 tháng 3, Querubin Gonzalez rút lại ứng cử cho 48 thành viên chính thức. Hai ngày sau,  Jelay Pilones, tham gia ứng cử. Vào ngày 18 tháng 5, trong quá trình bỏ phiếu, Valerie Joyce Daita của Team NIV sẽ không tham gia vì lý do cá nhân. 11 ngày sau, Yiesha Amera Ungad cũng từ chức ứng cử viên. Vào ngày 22 tháng 6, Daryll Matalino đã rút lui để hoàn thành dự án MNL48 Presents: Chain, sau thông báo tốt nghiệp của cô. Vào ngày 4 tháng 8, 2 thực tập sinh còn lại của Thế hệ thứ 2- Anne Nicole Casitas và Trisha Labrador được thăng cấp là thành viên chính thức thuộc Team NIV. Vào ngày 30 tháng 9, Đội trưởng Ecka Sibug của Team NIV tuyên bố rút lui và rời nhóm. Cùng ngày, MNL48 đăng trên Facebook cho hay HHE đã quyết định đối với cuộc Tổng tuyển cử lần thứ ba, nhóm sẽ gồm 36 thành viên, để tập trung nhiều hơn vào các dự án cá nhân và các công ty con của HHE trong thời gian tới.
Vào ngày 28 tháng 10, ba ngày trước hạn chót, HHE thông báo Cuộc Tổng tuyển cử lần thứ ba sẽ được công bố sớm. Mặt khác, thời gian bình chọn sẽ được kéo dài đến 30 tháng 11. Vào ngày 28 tháng 11, Belle delos Reyes của Team NIV đã rút lại ứng cử để hoàn thành MV River,  số ứng viên chính thức của cuộc Tổng tuyển cử còn 56.
Vào ngày 29 tháng 11, kết quả sơ bộ đầu tiên đã được công bố vào lúc 6 giờ chiều (PST) ngày 28 tháng 11. Thành viên Sheki thuộc Thế hệ thứ nhất dẫn đầu cho vị trí Center, tiếp theo là Andi, Ruth, Coleen, Ella, Jem và Jamie cho Kami 7. Kết quả sơ bộ lần đầu tiên cho Top 36  bao gồm 11 thành viên từ Team MII, 10 từ Team NIV, 10 từ Team L và 5 từ Thế hệ thứ ba. Vài giờ sau khi có kết quả sơ bộ, thành viên Sela Guia chính thức hủy bỏ việc tốt nghiệp. Vào ngày 30 tháng 11, vài giờ trước khi kết thúc bỏ phiếu, kết quả sơ bộ thứ hai được công bố kể từ ngày 29 tháng 11 lúc 22:30 (PST). Abby vượt qua Sheki để giành vị trí Center. Tiếp theo là Andi, Ruth, Jem, Coleen và Ella hiện đang ở Kami 7.  Kết quả sơ bộ lần 2 cho Top 36 bao gồm 22 thành viên chia đều cho Team MII và Team NIV, 10 từ Team L và 4 từ Thế hệ thứ ba.

#### Nhóm nhỏ (sub-unit) BABY BLUE
Vào ngày 1 tháng 9, MNL48 thông báo về việc thành lập BABY BLUE, nhóm nhỏ đầu tiên của MNL48 hợp tác với Tower Records Japan. Nhóm ra đời với 3 thành viên Cristine Jan Roque Elaurza (Jan), Coleen Apura Trinidad (Coleen) và Amanda Manabat Isidto (Amy). Sau đó, BABY BLUE  phát hành đĩa đơn đầu tay Sweet Talking Sugar và phát hành thông qua EGGS, một dịch vụ nhạc số của Nhật Bản. MV chính thức, do Carlo Manatad của Plan C sản xuất cũng ra mắt, được phát hành trên GYAO!- trang web thuộc Yahoo Japan vào ngày 16 tháng 9
Ca khúc thứ 2, NEGASTAR được phát hành sau khi nhóm tải lên một đoạn teaser 60 giây lên EGGS vào ngày 16 tháng 11. MV chính thức sau đó ra mắt vào 25 tháng 11 và có trên iTunes và Spotify.

#### Phát hành bài hát gốc đầu tiên HASHLOVE
Vào ngày 23 tháng 12, MNL48 ra mắt bài hát gốc đầu tiên HASHLOVE, một bài hát pop/ R & B chào lễ Giáng sinh do Shekinah Arzaga, Frances Pinlac, Cole Somera, Jamie Alberto, Yzabel Divinagracia, Ruth Lingat và Brei Binuya thể hiện. HASHLOVE được sáng tác bởi nhà sản xuất âm nhạc người Philippines Jungee Marcelo.

### 2021: Kết quả tổng tuyển cử thứ 3 và đội trưởng mới
Vào ngày 1 tháng 2, MNL48 thông báo lịch trình công bố kết quả Tổng tuyển cử lần thứ ba. Ngày 6 tháng 2 sẽ công bố Top 48  trên It's Showtime,  ngày 13 tháng 2 công bố các thành viên Next Girls- hạng từ 48 đến 33 và Undergirls- hạng từ 32 đến 17, cả hai sẽ được công bố trên Ittime Online U. Cuối cùng, các thành viên Senbatsu hạng từ 16 đến 1, sẽ được công bố vào ngày 20 tháng 2. Cuộc Tổng tuyển cử lần thứ 3 kết thúc với Abby Trinidad được xướng tên là center mới của Tổng tuyển cử lần thứ ba, được công bố trực tiếp trên chương trình It's Showtime vào ngày 20 tháng 2. Đội hình Senbatsu được hoàn thành theo thứ tự thứ hạng sau: Sheki Arzaga, Jamie Alberto, Ruth Lingat, Ella Amat, Jan Elaurza, Andi Garcia, Jem Caldejon, Yzabel Divinagracia, Gabb Skribikin, Alice De Leon, Princess Briquillo, Lara Layar, Coleen Trinidad, Thea Itona và Tin Coloso.
Vào ngày 6 tháng 2, 2 thành viên Aly Padillo và Ice Bozon thông báo sẽ tốt nghiệp MNL48 Vào ngày 25 tháng 2, 2 thành viên Laney Sañosa và Karla dela Paz thông báo sẽ tốt nghiệp MNL48
Ngày 17 tháng 3, nhóm thông báo thành viên Sheki là nhóm trưởng mới của MNL48 thay cho Alice.
Vào ngày 12 tháng 4, MNL48 cho biết 16 thành viên Abby, Sheki, Jamie, Ruth, Ella, Jan, Yzabel, Gabb, Coleen, Lara, Brei, Cole, Frances, Gia, Amy và Jaydee sẽ tham dự AKB48 Group Asia Festival 2021 Online tổ chức trực tuyến vì đại dịch COVID-19 và trình chiếu ở Tokyo Dome City Hall ở Tokyo, Nhật Bản. Vào ngày 21 tháng 4, Baby Blue phát hành đĩa đơn thứ 3 Stuck on You.
Vào ngày 28 tháng 4, nhóm kỷ niệm 3 năm thành lập mà không có bất kỳ buổi biểu diễn đặc biệt nào do đại dịch COVID-19. Nhóm nhỏ Baby Blue sẽ phát hành đĩa đơn thứ 4 HEAD UP vào ngày 26/1/2022. Vào ngày 18/12, trong sự kiện bắt tay , nhóm cho biết sẽ ra mắt single thứ 7 NO WAY MAN vào năm 2022.

### 2022:No Way Man

MNL48 biểu diễn No Way Man tại PPOPCON 2022

Vào ngày 16 tháng 1, Đội Padayon của MNL48 bao gồm Jem, Kath, Klaire, Miho và Yzabel đã giành chiến thắng trong Pokémon Unite AKB48 Group Invitational 2021 sau khi đánh bại Yummy Remote của BNK48 với tỷ số 3-1 tại loạt trận đấu Bo5. Bằng cách này, họ đã trở thành nhóm nhạc thần tượng Philippines đầu tiên giành chiến thắng trong một cuộc thi thể thao điện tử quốc tế.
Vào ngày 1 tháng 4, MNL48 đã phát hành một đoạn teaser và sau đó là video âm nhạc của đĩa đơn thứ 7 No Way Man,  1 năm sau cuộc Tổng tuyển cử lần thứ 3.
Vào ngày 9 đến ngày 10 tháng 4, nhóm đã lần đầu tiên tham dự P-Pop Con 2022 cùng với các nhóm nhạc P-pop khác như Bini, BGYO, 4th Impact, SB19 và các nhóm sắp ra mắt khác tại New Frontier Theater và Araneta Coliseum.
Vào ngày 22 tháng 5, Amy và Coleen đã cùng với AKB48 và các nhóm Nhật Bản khác tham gia sự kiện từ thiện do võ sĩ người Philippines Manny Pacquiao tổ chức tại Sân vận động Bóng đá Thành phố ở Tochigi, Nhật Bản.
Vào ngày 15 tháng 7, nhóm  tham dự Tugatog: Filipino Music Festival để giới thiệu sự hợp tác với các nhóm nhạc P-pop khác tại Mall of Asia Arena.
Vào ngày 3 tháng 8, nhóm thông báo về chuyến lưu diễn Breakthrough: MNL48 No Way Man Nationwide Tour 2022 hợp tác với Robinsons Malls.
Vào ngày 29 tháng 10, nhóm đã đến Jakarta, Indonesia để hợp tác với nhóm chị em JKT48 tại Tiktok For You Stage cùng với Psy và các nghệ sĩ Indonesia khác.

## Thành viên
Tính đến tháng 11 năm 2021, nhóm có 31 thành viên cùng 2 thực tập sinh. Trưởng nhóm hiện tại là Sheki.

## Nhóm nhỏ

### Các nhóm nhỏ cho đĩa đơn
- Senbatsu (選抜)
- Undergirls (アンダーガールズ)
- Sulong Senbatsu

### Nhóm nhỏ
- Baby Blue
- MNL48 Gospel Unit
- TGC Senbatsu (TGC選抜)

### Khác
- Game Senbatsu (ゲーム選抜)
- Janken Senbatsu
- Pokémon Senbatsu

## Danh sách đĩa nhạc

### Đĩa đơn

#### MNL48
| Tên                          | Chi tiết                                                                                                   |
| Aitakatta                    | - Phát hành: 17/8/2018 - Định dạng:Tải kỹ thuật số, phát trực tuyến - Hãng đĩa: Star Music                 |
| Pag-Ibig Fortune Cookie      | - Phát hành: 25/11/2018 - Định dạng: Tải kỹ thuật số, phát trực tuyến - Hãng đĩa: Star Music               |
| 365 Araw ng Eroplanong Papel | - Phát hành: 11/4/2019 - Định dạng: Tải kỹ thuật số, phát trực tuyến - Hãng đĩa: Star Music                |
| Ikaw ang Melody              | - Phát hành: 22/11/2019 - Định dạng: Tải kỹ thuật số, phát trực tuyến - Hãng đĩa: Star Music               |
| High Tension                 | - Phát hành: 19/2/2020 - Định dạng: Tải kỹ thuật số, phát trực tuyến - Hãng đĩa: Star Music                |
| River                        | - Phát hành: 28/11/2020 - Định dạng: Tải kỹ thuật số, phát trực tuyến - Hãng đĩa: HalloHallo Entertainment |
| NO WAY MAN                   | - Phát hành: 1/4/2022 - Định dạng: Tải kỹ thuật số, phát trực tuyến - Hãng đĩa: HalloHallo Entertainment   |

#### Đĩa đơn kỹ thuật số
| Tên           | Chi tiết |
| Amazing Grace | - Phát hành: 24/12/2018 - Định dạng:Tải kỹ thuật số, phát trực tuyến - Hãng đĩa: Hallohallo Entartainment Inc.  |
| HASHLOVE      | - Phát hành: 23/12/2020 - Định dạng: Tải kỹ thuật số, phát trực tuyến - Hãng đĩa: Hallohallo Entartainment Inc. |

#### Nhóm nhỏ

##### Baby Blue
| Tên                 | Chi tiết                                                                                              |
| Sweet Talking Sugar | - Phát hành: 1/9/2020 - Định dạng: Tải kỹ thuật số, phát trực tuyến - Hãng đĩa: Tower Records Japan   |
| Negastar            | - Phát hành: 25/11/2020 - Định dạng: Tải kỹ thuật số, phát trực tuyến - Hãng đĩa: Tower Records Japan |
| Stuck on You        | - Phát hành: 21/4/2021 - Định dạng: Tải kỹ thuật số, phát trực tuyến - Hãng đĩa: Tower Records Japan  |
| HEAD UP             | - Phát hành: 26/1/2022 - Định dạng: Tải kỹ thuật số, phát trực tuyến - Hãng đĩa: Tower Records Japan  |

#### Nghệ sĩ hợp tác
| Năm  | Tên                                                              | Album             |
| 2018 | Dalawang Pag-ibig Niya (với Krystal Brimner và Sheena Belarmino) | Himig Handog 2018 |

### Video âm nhạc

#### MNL48
| Năm  | Tên                                   | Chú thích        | Ghi chú |
| 2018 | Aitakatta – Gustong Makita            | Đĩa đơn đầu tiên | [ 63 ]  |
| 2018 | Talulot ng Sakura                     | B-side           | [ 64 ]  |
| 2018 | Pag-ibig Fortune Cookie               | Đĩa đơn thứ 2    | [ 65 ]  |
| 2018 | Amazing Grace (My Chains Are Gone)    | Gospel project   | [ 66 ]  |
| 2019 | Palusot Ko'y Maybe                    | Team NIV         | [ 67 ]  |
| 2019 | 365 Araw ng Eroplanong Papel          | Đĩa đơn thứ 3    | [ 68 ]  |
| 2019 | Igai ni Mango                         | Team L           | [ 69 ]  |
| 2019 | Ikaw Ang Melody                       | Đĩa đơn thứ 4    | [ 70 ]  |
| 2019 | Gingham Check                         | Undergirls       | [ 71 ]  |
| 2020 | High Tension                          | Đĩa đơn thứ 5    | [ 72 ]  |
| 2020 | River                                 | Đĩa đơn thứ 6    | [ 73 ]  |
| 2020 | Hashlove                              |                  | [ 74 ]  |
| 2021 | 10nen Zakura – Sampung Taon ng Sakura | B-side           |         |
| 2022 | NO WAY MAN                            | Đĩa đơn thứ 7    |         |

## Danh sách phim & chương trình truyền hình

### Phim
| Năm  | Tên                                                     | Thành viên                           | Chú thích                       | Ghi chú |
| 2019 | ICYMI: I See Me                                         | Các thành viên thuộc thế hệ đầu tiên | Phim tài liệu đầu tiên          | [ 75 ]  |
| 2020 | Seikimatsu Blue                                         | Abby, Kay, Coleen, and Brei          | Phim đầu tiên quay tại Nhật Bản | [ 76 ]  |
| 2020 | Kun Maupay Man It Panahon (Whether the Weather is Fine) | Rans                                 |                                 | [ 77 ]  |
| 2020 | MNL48 Present: 2020 Vision                              |                                      |                                 |         |
| 2020 | MNL48 Present: Chain                                    | Jamie, Daryll                        |                                 | [ 78 ]  |
| 2020 | MNL48 Present: By, Us                                   | Dana, Jem                            |                                 |         |

### Chương trình truyền hình
| Năm      | Tên                                                                                           | Kênh                                  | Vai trò  | Ghi chú                                                                                                 |
| 2018–nay | It's Showtime                                                                                 | ABS-CBN, Kapamilya Channel            | Bản thân | |
| 2018–nay | Letters and Music                                                                             | Net 25                                | Bản thân | Khách mời                                                                                               |
| 2018–nay | ASAP Natin 'To                                                                                | ABS-CBN, Kapamilya Channel            | Bản thân | Khách mời                                                                                               |
| 2018–nay | iWant ASAP                                                                                    | ABS-CBN, Kapamilya Channel            | Bản thân | Khách mời                                                                                               |
| 2018–nay | Umagang Kay Ganda                                                                             | ABS-CBN                               | Bản thân | Khách mời                                                                                               |
| 2019     | Showbiz FM with MJ Marfori                                                                    | One PHRadyo5                          | Bản thân | Khách mời                                                                                               |
| 2019     | Warrior ANGEL with Brenda Domato                                                              | Inquirer 990 TelevisionRadyo Inquirer | Bản thân | Khách mời                                                                                               |
| 2019     | Banana Sundae                                                                                 | ABS-CBN                               | Bản thân | Khách mời                                                                                               |
| 2019     | MYXed Lives                                                                                   | Myx                                   | Bản thân | Khách mời                                                                                               |
| 2019     | Matanglawin                                                                                   | ABS-CBN                               | Bản thân | Khách mời                                                                                               |
| 2019     | Hado Pilipinas                                                                                | ABS-CBN S+A                           | Bản thân | Khách mời                                                                                               |
| 2019     | NHK Kōhaku Uta Gassen lần thứ 70 (第70 回NHK紅白歌合戦, The 70th NHK Red & White Song Battle) | NHK                                   | Bản thân | Abby đại diện nhóm biểu diễn bài hát Koisuru Fortune Cookie cùng các nhóm chị em thuộc AKB48 ngày 31/12 |
| 2020     | MYX Live! Performance                                                                         | Myx                                   | Bản thân | Khách mời                                                                                               |
| 2020     | OMJ                                                                                           | DZMM TeleRadyo                        | Bản thân | Khách mời                                                                                               |
| 2020     | Magandang Buhay                                                                               | ABS-CBN                               | Bản thân | Khách mời                                                                                               |
| 2020     | Pinoy Big Brother: Connect                                                                    | A2Z, Kapamilya Channel                | Bản thân | Khách mời                                                                                               |
| 2021     | I Can See Your Voice (season 3)                                                               | A2Z, Kapamilya Channel                | Bản thân | Khách mời                                                                                               |

## Danh sách sự kiện

### Các cuộc tổng tuyển cử
| Tên                                         | Thời gian   | Địa điểm                                | Ghi chú                     |
| MNL48 1st General Election ~Walang Atrasan~ | 14/4/2018   | ABS-CBN Vertis Tent, Thành phố Quezon   | Cuộc tổng tuyển cử đầu tiên |
| MNL48 2nd General Election                  | 28/2/2019   | ABS-CBN Vertis Tent, Thành phố Quezon   | Cuộc tổng tuyển cử thứ 2    |
| MNL48 3rd General Election                  | 6-20/3/2021 | Tổ chức trực tuyến do đại dịch COVID-19 | Cuộc tổng tuyển cử thứ 3    |

### Các chuyến lưu diễn & concert
| Tên                                                       | Thời gian        | Địa điểm                                 | Quốc gia                                | Ghi chú |
| Cùng AKB48 Group                                          |                  |                                          |                                         | |
| AKB48 Group Asia Festival 2019 in Bangkok                 | 27/1/2019        | IMPACT Arena, Muang Thong Thani          | Bangkok, Thái Lan                       | 10 thành viên Abby, Brei, Coleen, Faith, Gabb, Jem, Mari, Rans, Sela và Sheki dự sự kiện                                                                                              |
| AKB48 Group Asia Festival 2019 in Shanghai                | 24/8/2019        | Trung tâm Hội nghị và Triển lãm Quốc gia | Thượng Hải, Trung Quốc                  | 8 thành viên Rans, Sheki, Abby, Brei, Belle, Coleen, Kay và Sela dự sự kiện |
| AKB48 Group Asia Festival 2021 ONLINE                     | 27/6/2021        | Tokyo Dome City Hall                     | Tokyo, Nhật Bản                         | - 16 thành viên Abby, Sheki, Jamie, Ruth, Ella, Jan, Yzabel, Gabb, Coleen, Lara, Brei, Cole, Frances, Gia, Amy và Jaydee tham dự sự kiện - Tổ chức trực tuyến do đại dịch COVID-19    |
| MNL48 tổ chức                                             |                  |                                          |                                         | |
| MNL48 First Generation: Living The Dream Concert          | 6/4/2019         | New Frontier Theater, Thành phố Quezon   | Manila, Philippines                     | - Buổi concert của thế hệ đầu tiên, cùng sự tham gia của nhóm nhạc thần tượng Nhật Bản Sokubako Kanojo, 7BRIDGE và Fairytales - Tổ chức Y tế Thế giới có một dự án hợp tác với MNL48. |
| MNL48 2nd General Election Live                           | 27/4/2019        | ABS-CBN Vertis Tent, Thành phố Quezon    | Manila, Philippines                     | Sự kiện mở đầu cho cuộc Tổng tuyển cử lần thứ 2 của nhóm |
| MNL48 2nd Generation Members Team Concert: No To Oshihen! | 6-13- 20/10/2019 | Movie Stars Cafe và TIU Theater          | Manila, Philippines                     | Buổi concert của 3 team MII, NIV, L thế hệ thứ 2 |
| Khác                                                      |                  |                                          |                                         | |
| ONE LOVE ASIA                                             | 27/5/2020        | Tổ chức trực tuyến do đại dịch COVID-19  | Tổ chức trực tuyến do đại dịch COVID-19 | 3 thành viên Abby, Coleen, Sheki biểu diễn cùng các nhóm nhạc chị em thuộc AKB48 Group và các nghệ sĩ nổi tiếng châu Á khác, phát sóng trên Youtube, WebTV ASIA                       |
| TIF ASIA TOUR KICK OFF                                    | 3/9/2021         | Tổ chức trực tuyến do đại dịch COVID-19  | Tổ chức trực tuyến do đại dịch COVID-19 | |

### Sự kiện thể thao
| Tên                                    | Thời gian   | Địa điểm   | Ghi chú                                                            |
| Pokémon UNITE AKB48 Group Invitational | 8-16/1/2022 | Trực tuyến | Thi đấu Pokémon Unite với BNK48, JKT48, CGM48, đội PADAYON vô địch |

## Giải thưởng và đề cử
| Năm  | Giải thưởng                          | Hạng mục                                        | Đề cử                        | Kết quả   |
| 2018 | PPOP Awards For Young Artists        | Rising Pop Group of the Year                    | MNL48                        | Đề cử     |
| 2018 | RAWR Awards                          | Favorite Group                                  | MNL48                        | Đề cử     |
| 2018 | Popcharts Music Awards               | New Artist of the Year                          | MNL48                        | Đoạt giải |
| 2018 | PPOP Awards for Young Artists        | PPOP Youth Model of the Year                    | MNL48                        | Đoạt giải |
| 2019 | PPOP Awards For Young Artists        | Most Favorite Pop Girl Group of the Year        | MNL48                        | Đoạt giải |
| 2020 | MYX Awards                           | Mellow Video of the Year                        | 365 Araw ng Eroplanong Papel | Đề cử     |
| 2020 | RAWR Awards                          | Favorite Group                                  | MNL48                        | Đề cử     |
| 2020 | Star FM Baguio                       | P-Pop Group Of The Year                         | MNL48                        | Đề cử     |
| 2021 | NYLON Manila Big, Bold, Brave Awards | Favorite P-Pop Group                            | MNL48                        | Đề cử     |
| 2021 | PMPC Star Awards for Music           | Pop Album of the Year                           | Ikaw ang Melody              | Đề cử     |
| 2021 | Most Played Songs Online Awards      | Favorite OPM Music Video                        | High Tension                 | Đoạt giải |
| 2021 | Most Played Songs Online Awards      | Favorite OPM Artist                             | MNL48                        | Đoạt giải |
| 2021 | PPOP Awards                          | PPOP Girl Group of the Year                     | MNL48                        | Đoạt giải |
| 2021 | RAWR Awards                          | Favorite Group                                  | MNL48                        | Đề cử     |
| 2021 | MYX Music Awards                     | Artist of the Year                              | MNL48                        | Đề cử     |
| 2021 | MYX Music Awards                     | Music Video of the Year                         | River                        | Đề cử     |
| 2022 | NYLON Manila Big, Bold, Brave Awards | Favorite P-Pop Group                            | MNL48                        | Đề cử     |
| 2022 | PPOP Awards                          | PPOP Girl Group of the Year                     | MNL48                        |           |
| 2022 | PPOP Awards                          | Main Vocalist of the Year (Girl Group Category) | Sheki Arzaga                 |           |
| 2022 | PPOP Awards                          | Main Visual of the Year (Girl Group Category)   | Abby Trinidad                |           |
| 2022 | TikTok Awards Philippines            | PPOP Group of the Year                          | MNL48                        | Đoạt giải |

## Nhà hát MNL48

### Nhà hát
MNL48 Theater (MNL48 劇場) là nơi đặt nhà hát của nhóm. Màu xanh biển đóng vai trò là màu sắc và họa tiết của nhóm. MNL48 Theater nằm trong Trung tâm mua sắm Eton Centris dọc theo Đại lộ Quezon, Thành phố Quezon, Metro Manila, tọa lạc ở tầng trệt. Theo thông lệ, thành viên sẽ tháo bỏ bức ảnh chân dung ở hội trường nhà hát khi chính thức tốt nghiệp.

### Biểu diễn tại nhà hát
Vào ngày 10 tháng 12 năm 2019, MNL48 công bố chương trình biểu diễn tại nhà hát đầu tiên, Party ga Hajimaru yo (Tara na Party) tổ chức vào ngày 18 tháng 1 năm 2020.
| Tên                                  | Team            | Thời gian |
| PARTY ga Hajimaru yo (Tara na Party) | Team MII        | 25/1/2020 |
| PARTY ga Hajimaru yo (Tara na Party) | Team NIV        | 18/1/2020 |
| PARTY ga Hajimaru yo (Tara na Party) | Team L          | 1/2/2020  |
| PARTY ga Hajimaru yo (Tara na Party) | Thế hệ đầu tiên | 2/2/2020  |
| PARTY ga Hajimaru yo (Tara na Party) | Thế hệ thứ 2    | 9/2/2020  |